# سیاه لات
سیاه لات، روستایی از توابع بخش کلاچای شهرستان رودسر در استان گیلان ایران است.

## جمعیت
این روستا در دهستان ماچیان قرار دارد و براساس سرشماری مرکز آمار ایران در سال 1396، جمعیت آن 146 نفر (45خانوار) بوده‌است.